# Liste der denkmalgeschützten Objekte in Bad Vöslau
Die Liste der denkmalgeschützten Objekte in Bad Vöslau enthält die 37 denkmalgeschützten, unbeweglichen Objekte der Gemeinde Bad Vöslau im niederösterreichischen Bezirk Baden.

## Denkmäler
| Foto |                 | Denkmal                                                                                       | Standort                                              | Beschreibung | Metadaten |
| ---- | --------------- | --------------------------------------------------------------------------------------------- | ----------------------------------------------------- | --- | --- |
| ja   | Datei hochladen | Wirtschaftsgebäude, Kornmesserhaus HERIS-ID: 45415 Objekt-ID: 46745                           | Breite Gasse 1 Standort KG: Gainfarn                  | Das Kornmesserhaus ist ein ehemaliges Wirtschaftsgebäude des Gainfarner Schlosses. | BDA-Hist.: Q38015661 Status: Bescheid Stand der BDA-Liste: 2025-06-30 Name: Wirtschaftsgebäude, Kornmesserhaus GstNr.: .216 |
| ja   | Datei hochladen | Kloster der Dienerinnen des Heiligsten Herzens Jesu HERIS-ID: 66944 Objekt-ID: 79858          | Brunngasse 49 Standort KG: Gainfarn                   | 1873 von Adolph von Brenner-Felsach als Kleinkinderbewahranstalt gestiftet, auf neugotischer Grundlage nach Plänen von Florian Reiter 1874 errichtet. Der Baukörper über T-förmigem Grundriss hat ein Gesimsfries und ein halbkreisförmiges Terrakotta-Rosettenfenster über dem Eingang. Die Fassade wurde 1998 durch Zubau eines Fahrstuhlturmes wesentlich verändert und beeinträchtigt. | BDA-Hist.: Q38114922 Status: § 2a Stand der BDA-Liste: 2025-06-30 Name: Kloster der Dienerinnen des Heiligsten Herzens Jesu GstNr.: .176, 249/1                                                                                |
| ja   | Datei hochladen | Bauernhof (Anlage), Haidlhof HERIS-ID: 87948 Objekt-ID: 102444                                | Haidlhof 204 Standort KG: Gainfarn                    | Der Meierhof der Herrschaft Merkenstein wurde unter den Pflegern der damals landesfürstlichen Feste, den Herren von der Haid, zu Beginn des 16. Jahrhunderts errichtet und „nach dem Brande im Jahre 1812 größer und ansehnlicher wieder erbaut“. | BDA-Hist.: Q60999263 Status: § 2a Stand der BDA-Liste: 2025-06-30 Name: Bauernhof (Anlage), Haiglhof GstNr.: .228 Gainfarn Gutshof Haidlhof                                                                                    |
| ja   | Datei hochladen | Burgruinen- und Schlossanlage Merkenstein HERIS-ID: 31407 Objekt-ID: 28353                    | Haidlhof 211 Standort siehe Beschreibung KG: Gainfarn | Die Burg Merkenstein (Lage), eine im 12. Jahrhundert erstmals urkundliche erwähnte Höhenburg, wurde 1683 durch osmanische Truppen zerstört. Unterhalb der Ruine ließ Joachim von Münch-Bellinghausen 1829 ein Schloss im Tudorstil (Lage) errichten. Die Kapelle im Schlossgarten wird auf das 16. Jahrhundert datiert. | BDA-Hist.: Q81818245 Status: Bescheid Stand der BDA-Liste: 2025-06-30 Name: Burgruinen- und Schlossanlage Merkenstein GstNr.: .235, 3290/1, 3306, 3291/1, 3294, 3292, 3300/1, 3300/2 Burgruinen- und Schlossanlage Merkenstein |
| ja   | Datei hochladen | Bildstock HERIS-ID: 66949 Objekt-ID: 79863 marterl.at: 11118                                  | Hauptstraße Standort KG: Gainfarn                     | Der Bildstock unter geschwungener Steinhaube zeigt drei primitive heraldische (?) Reliefs, bezeichnet mit 1521. | BDA-Hist.: Q38114970 Status: § 2a Stand der BDA-Liste: 2025-06-30 Name: Bildstock GstNr.: 3337/1 |
| ja   | Datei hochladen | Bildstock, Pestsäule HERIS-ID: 66948 Objekt-ID: 79862 marterl.at: 11116                       | Hauptstraße 14, bei Standort KG: Gainfarn             | Die Pestsäule an der Schlossmauer ist ein großer Tabernakelpfeiler mit gemauertem Pyramidenhelm, abgefasten Kanten und schulterbogenförmiger Öffnung. Am Sockel mit 1613 (?) bezeichnet. | BDA-Hist.: Q38114960 Status: Bescheid Stand der BDA-Liste: 2025-06-30 Name: Bildstock, Pestsäule GstNr.: 323 |
| ja   | Datei hochladen | Schloss Gainfarn HERIS-ID: 33869 Objekt-ID: 31648                                             | Hauptstraße 14 Standort KG: Gainfarn                  | Das von einem Park umgebene Schloss Gainfarn wird auf die erste Hälfte des 18. Jahrhunderts datiert. 1777 wurde es erneuert und 1816, unter Joseph Karl von Dietrichstein, in klassizistischem Stil umgestaltet und vergrößert. 2001 erwarb die Stadt Bad Vöslau das Anwesen und richtete darin eine Musikschule ein. | BDA-Hist.: Q2241144 Status: Bescheid Stand der BDA-Liste: 2025-06-30 Name: Schloss Gainfarn GstNr.: 1/1 Schloss Gainfarn |
| ja   | Datei hochladen | Wohnhaus, ehem. Forstamtsgebäude HERIS-ID: 33870 Objekt-ID: 31649                             | Hauptstraße 18 Standort KG: Gainfarn                  | | BDA-Hist.: Q37954633 Status: Bescheid Stand der BDA-Liste: 2025-06-30 Name: Wohnhaus, ehem. Forstamtsgebäude GstNr.: .1/1 |
| ja   | Datei hochladen | Wohnhaus, Grabner-Haus HERIS-ID: 33871 Objekt-ID: 31650                                       | Hauptstraße 20 Standort KG: Gainfarn                  | | BDA-Hist.: Q37954647 Status: Bescheid Stand der BDA-Liste: 2025-06-30 Name: Wohnhaus, Grabner-Haus GstNr.: 5 |
| ja   | Datei hochladen | Pfarrhof HERIS-ID: 60061 Objekt-ID: 71911                                                     | Hauptstraße 31 Standort KG: Gainfarn                  | Der Pfarrhof mit seinem einachsigen Erker auf Konsolen und schlichten barocken Fensterrahmungen wurde 1701 unter dem Melker Abt Berthold Dietmayr erbaut. | BDA-Hist.: Q38089959 Status: § 2a Stand der BDA-Liste: 2025-06-30 Name: Pfarrhof GstNr.: .89 |
| ja   | Datei hochladen | Bildstock HERIS-ID: 66947 Objekt-ID: 79861 marterl.at: 11117                                  | bei Hauptstraße 72 Standort KG: Gainfarn              | Der spätgotische Tabernakelbildstock mit abgefasten Kanten wurde um 1520 errichtet. | BDA-Hist.: Q38114950 Status: § 2a Stand der BDA-Liste: 2025-06-30 Name: Bildstock GstNr.: 58/3 |
| ja   | Datei hochladen | Kath. Pfarrkirche hl. Johannes der Täufer mit ehem. Friedhof HERIS-ID: 49703 Objekt-ID: 53733 | bei Kirchengasse 2 Standort KG: Gainfarn              | Die Pfarrkirche steht dominant über dem ältesten Ortsteil von Gainfarn und ist teilweise noch von Mauern des ehemaligen Friedhofs umgeben. Die dreischiffige barocke Hallenkirche weist ein schlichtes Langhaus, einen zweijochigen Chor und einen stattlichen Westturm auf. Der Hochaltar entstand 1765–1767 nach Entwürfen von Josef Gerl. Auch der Kreuzaltar im nördlichen Seitenschiff, die Seitenältare und die Kanzel stammen aus dem 18. Jahrhundert. | BDA-Hist.: Q38035607 Status: § 2a Stand der BDA-Liste: 2025-06-30 Name: Kath. Pfarrkirche hl. Johannes der Täufer mit ehem. Friedhof GstNr.: .65, .66, 92 Pfarrkirche Gainfarn                                                 |
| ja   | Datei hochladen | Figurenbildstock hl. Johannes Nepomuk HERIS-ID: 66946 Objekt-ID: 79860                        | Kottingbrunner Straße 1, bei Standort KG: Gainfarn    | Die Statue des hl. Johann von Nepomuk wurde 1728 von der Gräfin Maria Beatrix Regina von Dietrichstein außerhalb der Mauer des gutsherrlichen Gartens des Gainfarner Schlosses errichtet. Baronin Luise von Brenner-Felsach ließ sie 1879 hierher versetzen. | BDA-Hist.: Q38114941 Status: § 2a Stand der BDA-Liste: 2025-06-30 Name: Figurenbildstock hl. Johannes Nepomuk GstNr.: 3365 Figurenbildstock hl. Johannes Nepomuk, Gainfarn                                                     |
| ja   | Datei hochladen | Teil der 1. Wiener Hochquellenleitung HERIS-ID: 111381 Objekt-ID: 129213                      | Standort siehe Beschreibung KG: Gainfarn              | Die I. Wiener Hochquellenwasserleitung ist ein Teil der Wiener Wasserversorgung und war die erste Versorgung von Wien mit einwandfreiem Trinkwasser. Nach vierjähriger Bauzeit wurde die 95 Kilometer lange Leitung am 24. Oktober 1873 eröffnet. Sichtbare Zeugnisse der Wasserleitung sind ein kurzer Aquädukt über den Aubach (Lage), Einstiegsturm 33 (Lage) und ein weiterer Aquädukt im Ort (Lage). | BDA-Hist.: Q64765596 Status: Bescheid Stand der BDA-Liste: 2025-06-30 Name: Teil der 1. Wiener Hochquellenleitung GstNr.: 3436, 436, 773/3, 847/2, 1063/2 Hochquellenwasserleitung in Bad Vöslau                               |
| ja   | Datei hochladen | Villa, ehem. Forsthaus HERIS-ID: 49798 Objekt-ID: 53949                                       | Anton Krenn-Straße 2 Standort KG: Großau              | Die späthistoristische Villa wurde im 4. Viertel des 19. Jahrhunderts unter Adolph von Brenner-Felsach südlich der Kirche an der Stelle des ehemaligen Schlosses erbaut. Die unregelmäßige Villa trägt Schopfwalmdächer über einachsigen Risaliten im Norden und Osten, die Ecktürmchen trugen ursprünglich Spitzwalmdächer. Der kleine Park ist straßenseitig von einer barocken Mauer zwischen überdachten Pfeilern umgeben. | BDA-Hist.: Q38036163 Status: § 2a Stand der BDA-Liste: 2025-06-30 Name: Villa, ehem. Forsthaus GstNr.: 574/2 |
| ja   | Datei hochladen | Villa Ohmann HERIS-ID: 33950 Objekt-ID: 31781                                                 | Anton Krenn-Straße 8 Standort KG: Großau              | Das Landhaus wurde 1912 von Friedrich Ohmann auf unregelmäßigem Grundriss im englischen Cottage-Stil als Sommerhaus für den eigenen Gebrauch errichtet, Heimatstil mit dekorativen Elementen des Jugendstils. An der Straße ein kleines zur Terrasse hin offenes Gartenhäuschen. 1959 wurden die Kriegs- und Besatzungsschäden am Gebäude nach Plänen des österreichischen Architekten Hans Pfann (1890–1973) beseitigt. | BDA-Hist.: Q37955070 Status: Bescheid Stand der BDA-Liste: 2025-06-30 Name: Villa Ohmann GstNr.: .28 |
| ja   | Datei hochladen | Bildstock HERIS-ID: 66951 Objekt-ID: 79865                                                    | bei Berndorfer Straße 3 Standort KG: Großau           | Der Tabernakelpfeiler mit Spitzhelm und abgefastem Schaft stammt wohl aus dem 16. Jahrhundert. | BDA-Hist.: Q38114988 Status: § 2a Stand der BDA-Liste: 2025-06-30 Name: Bildstock GstNr.: 572/13 |
| ja   | Datei hochladen | Kath. Filialkirche hl. Katharina HERIS-ID: 66950 Objekt-ID: 79864                             | bei Berndorfer Straße 5 Standort KG: Großau           | In dem von Konrad von Weitra am 11. November 1369 ausgestellten Stiftungsbrief wurde die Kirche erstmals erwähnt. Der im Kern gotische Bau kam in der Zeit um den Ersten Weltkrieg im Wege der Übernahme der Herrschaft Merkenstein an den Industriellen Arthur Krupp (1856–1938), der Karl Holey (1879–1955) mit Um- und (neobarockem) Zubau beauftragte. Nach Beginn der Bauarbeiten im Juli 1918 konnte die Kirche am 13. Juli 1919 eingeweiht werden. Die Schäden an der Bausubstanz waren derart groß gewesen, dass nur wenig vom alten Baukörper erhalten werden konnte. | BDA-Hist.: Q38114979 Status: § 2a Stand der BDA-Liste: 2025-06-30 Name: Kath. Filialkirche hl. Katharina GstNr.: .5 Filialkirche Großau                                                                                        |
| ja   | Datei hochladen | Ortswüstung Hanifland HERIS-ID: 41661 Objekt-ID: 42210                                        | Hanifland Standort KG: Großau                         | Hanifland und ebenso die benachbarte Ortschaft Hofstätten wurden vermutlich gegen Ende des 15. Jahrhunderts im Zuge der Kriege zwischen Friedrich III. und Matthias Corvinus zerstört. | BDA-Hist.: Q38002104 Status: Bescheid Stand der BDA-Liste: 2025-06-30 Name: Ortswüstung Hanifland GstNr.: 640 |
| ja   | Datei hochladen | Kaiser-Franz-Joseph-Jubiläumswarte, Harzbergturm HERIS-ID: 49484 Objekt-ID: 53241             | Am Harzberg 1 Standort KG: Vöslau                     | Der in Bruchsteinmauerwerk mit Eckquaderung gestaltete Aussichtsturm wurde 1898 erbaut. | BDA-Hist.: Q1363013 Status: § 2a Stand der BDA-Liste: 2025-06-30 Name: Kaiser Franz Joseph-Jubiläumswarte, Harzbergturm GstNr.: .486 Harzbergturm                                                                              |
| ja   | Datei hochladen | Villenanlage Pereira-Arnstein, Café Thermalbad HERIS-ID: 66879 Objekt-ID: 79792seit 2017      | Badner Straße 3 Standort KG: Vöslau                   | Die Villa Pereira-Arnstein ist eine eingeschoßige Biedermeiervilla auf quadratischem Grundriss. Sie wurde um 1830 erbaut und wird Joseph Kornhäusel zugeschrieben. Ursprünglich stand die Villa auf einem rustizierten Sockel, rezent ist sie von einer Terrasse umgeben. Sie hat dreiachsige Mittelrisaliten im Norden und Osten, ein durchlaufendes Traufgesims und glatte Attika. Die blendbogenüberwölbten Fenster- und Türöffnungen haben Terracottaschmuck aus dem 4. Viertel des 19. Jahrhunderts. Im Süden, mit einem Durchfahrtsbogen verbunden, älteres zweigeschoßiges Wirtschaftsgebäude. Nach einer mehrjährigen Verwendung als Café Thermalbad wurde die Villa von der Firma Vöslauer erworben und ab 2020 als Geschäftszentrale adaptiert. Auf dem Grundstück steht eine mächtige Platane, die als Naturdenkmal (BN-048) geschützt ist. | BDA-Hist.: Q38114750 Status: Bescheid Stand der BDA-Liste: 2025-06-30 Name: Villenanlage Pereira-Arnstein, Café Thermalbad GstNr.: 96/1 Cafe Thermalbad, Bad Vöslau                                                            |
| ja   | Datei hochladen | Friedhof HERIS-ID: 66933 Objekt-ID: 79846                                                     | Falkstraße 36 Standort KG: Vöslau                     | Der Friedhof wurde 1866 an Stelle des am Kirchenplatz bestehenden Friedhofs angelegt; das 1834 gestiftete Friedhofskreuz aus Mariazeller Eisenguss sowie der Grabstein der Stifterin Rosalie von Geymüller aus demselben Jahr wurden übertragen. Der Friedhof umfasst eine Reihe von Grüften und Grabkapellen aus dem letzten Viertel des 19. sowie vom Anfang des 20. Jahrhunderts. | BDA-Hist.: Q38114873 Status: § 2a Stand der BDA-Liste: 2025-06-30 Name: Friedhof GstNr.: 503/4, 503/5 Friedhof Bad Vöslau |
| ja   | Datei hochladen | Persönlichkeitsdenkmal Josef II HERIS-ID: 66932 Objekt-ID: 79845                              | gegenüber Josefsplatz 1 Standort KG: Vöslau           | Die gusseiserne Figur entstand 1901 in der ehemaligen Salm’schen Eisengießerei in Blansko (Mähren). | BDA-Hist.: Q38114864 Status: § 2a Stand der BDA-Liste: 2025-06-30 Name: Persönlichkeitsdenkmal Josef II GstNr.: 1439/82 |
| ja   | Datei hochladen | Villa, Michaeler Hof HERIS-ID: 49480 Objekt-ID: 53234                                         | Kernstockgasse 3 Standort KG: Vöslau                  | Das eingeschoßige Gebäude auf Bruchsteinsockel im späthistoristischen Neorenaissancestil mit Schweizerhauselementen wurde 1884 erbaut. | BDA-Hist.: Q38034115 Status: § 2a Stand der BDA-Liste: 2025-06-30 Name: Villa, Michaeler Hof GstNr.: .385 |
| ja   | Datei hochladen | Pfarrhof HERIS-ID: 49481 Objekt-ID: 53235                                                     | Kirchenplatz 2 Standort KG: Vöslau                    | Der Pfarrhof befindet sich in der ehemaligen Sommervilla der Grafen Fries. Der kompakte Baukörper entstand um 1850 in frühhistoristischem Stil mit Elementen des Rundbogenstils. | BDA-Hist.: Q38034124 Status: § 2a Stand der BDA-Liste: 2025-06-30 Name: Pfarrhof GstNr.: .126 |
| ja   | Datei hochladen | Anlage Thermalbad Bad Vöslau HERIS-ID: 66920 Objekt-ID: 79833seit 2020                        | Maital 1 Standort KG: Vöslau                          | Das heute bestehende Thermalbad wurde 1926 erbaut. | BDA-Hist.: Q97285560 Status: Bescheid Stand der BDA-Liste: 2025-06-30 Name: Anlage Thermalbad Bad Vöslau GstNr.: .128 Thermalbad, Bad Vöslau                                                                                   |
| ja   | Datei hochladen | Cholera-/Marienkapelle HERIS-ID: 58546 Objekt-ID: 69261 marterl.at: 11543                     | Malfattiweg Standort KG: Vöslau                       | Die kleine, frühhistoristische, in den Formen des Rundbogenstils errichtete Kapelle wurde um 1856 wohl im Auftrag der gräflichen Familie Fries von einem unbekannten Baumeister errichtet und mit einem Bild der hl. Maria Immaculata von Franz Russ ausgestattet. | BDA-Hist.: Q38084010 Status: § 2a Stand der BDA-Liste: 2025-06-30 Name: Cholera-/Marienkapelle GstNr.: 260/6 |
| ja   | Datei hochladen | Evang. Pfarrkirche und Pfarrzentrum A. und H.B. HERIS-ID: 66834 Objekt-ID: 79745              | Raulestraße 5 Standort KG: Vöslau                     | Bauwerk der Kirchenmoderne, 1966 erstellt. Durch Lisenen großgequaderte Fassade mit Leerflächen gegen Zierrat der Fensterleisten in Beton-Formstein und Buntglas abgesetzt; Glockenhaus des Turms (22 m) ebenfalls in Betonstein-Maßwerk aufgebrochen, beherbergt ein Geläut dreier Stahlglocken. Der Innenraum stellt sich als karger Raum mit sichtigem Dachstuhl und schlichtem Gestühl dar. An der Stirnwand eine Plastik Segnender Christus des Vöslauer Bildhauers Matthias Hietz. | BDA-Hist.: Q23541606 Status: § 2a Stand der BDA-Liste: 2025-06-30 Name: Evang. Pfarrkirche und Pfarrzentrum A. und H.B. GstNr.: .281 Christuskirche (Bad Vöslau)                                                               |
| ja   | Datei hochladen | Hauptschule HERIS-ID: 66927 Objekt-ID: 79840                                                  | Raulestraße 9 Standort KG: Vöslau                     | Das dreigeschoßige Gebäude entstand 1893. Der Mittelrisalit ist mit korinthischen Kolossalpilastern und einer Attika ausgeführt. | BDA-Hist.: Q38114843 Status: § 2a Stand der BDA-Liste: 2025-06-30 Name: Hauptschule GstNr.: .421 |
| ja   | Datei hochladen | Rathaus, ehem. Wasserschloss HERIS-ID: 58552 Objekt-ID: 69267                                 | Schloßplatz 1 Standort KG: Vöslau                     | Das ursprüngliche Wasserschloss ist ein wichtiges Gebäude des frühen Klassizismus in Österreich aus der zweiten Hälfte des 17. Jahrhunderts. Ab 1773 nochmaliger Umbau durch Johann Ferdinand Hetzendorf von Hohenberg. | BDA-Hist.: Q1714648 Status: § 2a Stand der BDA-Liste: 2025-06-30 Name: Rathaus, ehem. Wasserschloss GstNr.: .1 Schloss Vöslau                                                                                                  |
| ja   | Datei hochladen | Gartenbaudenkmale im ehem. Schlosspark Vöslau HERIS-ID: 65382 Objekt-ID: 78207                | bei Schloßplatz 1 Standort KG: Vöslau                 | Der Schlosspark wurzelt in der 1773 in Form eines englisch-romantischen Parks gestalteten Gartenanlage. Im Park sind auf hohen zylindrischen Sockeln vier 1783/84 geschaffene große Steinvasen des Bildhauers Franz Anton Zauner aufgestellt; in Reliefs werden vier Kontinente durch die Flüsse Nil, Ganges, Donau und Mississippi symbolisiert. | BDA-Hist.: Q64765098 Status: Bescheid Stand der BDA-Liste: 2025-06-30 Name: Gartenbaudenkmale im ehem. Schloßpark Vöslau GstNr.: 1/1 Schlosspark Vöslau                                                                        |
| ja   | Datei hochladen | Stadtmuseum, altes Rathaus HERIS-ID: 58561 Objekt-ID: 69276                                   | Schubertplatz 5 Standort KG: Vöslau                   | Das Gebäude wurde 1857 zunächst als Schule errichtet. Der schlichte frühhistoristische Bau mit übergiebeltem Mittelrisalit und zweiachsigen Flanken beherbergt heute das Stadtmuseum. | BDA-Hist.: Q38084035 Status: § 2a Stand der BDA-Liste: 2025-06-30 Name: Stadtmuseum, altes Rathaus GstNr.: .115 Altes Rathaus (Bad Vöslau)                                                                                     |
| ja   | Datei hochladen | Weingut Schlumberger-Goldeck HERIS-ID: 66930 Objekt-ID: 79843seit 2015                        | Waldandachtstraße 2 Standort KG: Vöslau               | Das Gebäude des Weinguts Schlumberger-Goldeck in der Waldandachtstraße 2 ist mit der Jahreszahl 1843 bezeichnet. In diesem Jahr begann Robert Schlumberger von Goldeck sich auf die Herstellung moussierender Weine nach der Champagnermethode zu spezialisieren. | BDA-Hist.: Q38114853 Status: Bescheid Stand der BDA-Liste: 2025-06-30 Name: Weingut Schlumberger-Goldeck GstNr.: 398/2, .186/1, .187, 395, 398/1 Weingut Schlumberger-Goldeck, Bad Vöslau                                      |
| ja   | Datei hochladen | Gartenbaudenkmale und Wegsysteme im Kurpark HERIS-ID: 65381 Objekt-ID: 78206                  | bei Waldwiese 2 Standort KG: Vöslau                   | Der Kurpark entstand Ende des 19. Jahrhunderts aus der so genannten „Waldwiese“, die schon zuvor Treffpunkt der Kurgäste gewesen war. Am westlichen Rand wurde 1880 an Stelle eines Kaffeehauses der Kursalon errichtet; die Pläne werden Theophil Hansen zugeschrieben. Im Zuge von Umbauarbeiten wurde das Gebäude 1976/77 tiefgreifend verändert. – Nahe dem Kursalon steht ein historistischer Musikpavillon. Gegenüber dem Kursalon befindet sich ein Denkmal für Franz Joseph I. Separat geschützt ist das Denkmal für Kaiser Joseph II. beim Eingang. | BDA-Hist.: Q38110224 Status: § 2a Stand der BDA-Liste: 2025-06-30 Name: Gartenbaudenkmale und Wegsysteme im Kurpark GstNr.: 1439/35 Kurpark, Bad Vöslau                                                                        |
| ja   | Datei hochladen | Kath. Pfarrkirche hl. Jakobus der Ältere HERIS-ID: 49482 Objekt-ID: 53236                     | Kirchenplatz (Kirche) Standort KG: Vöslau             | Die von den Grafen Fries gestiftete Kirche entstand 1860–1870 im romantischen Rundbogenstil am Übergang zum strengen Historismus. Dem dreijochigen Langhaus ist im Osten der mächtige Kirchturm mit repräsentativer Fassade vorgelagert. | BDA-Hist.: Q21280600 Status: § 2a Stand der BDA-Liste: 2025-06-30 Name: Kath. Pfarrkirche hl. Jakobus der Ältere GstNr.: .351 Katholische Pfarrkirche Bad Vöslau                                                               |
| ja   | Datei hochladen | Wiener Neustädter Kanal HERIS-ID: 100934 Objekt-ID: 117215                                    | Standort KG: Vöslau                                   | Der Wiener Neustädter Kanal wurde 1803 in Betrieb genommen und bis auf 63 km erweitert. Ursprünglich war er bis Triest geplant. Teile der Trasse wurden später zu Bahnstrecken umgewandelt, so dass der Warenverkehr ab 1879 stark zurückging. | BDA-Hist.: Q64485507 Status: Bescheid Stand der BDA-Liste: 2025-06-30 Name: Wiener Neustädter Kanal GstNr.: 989, 990, 991, 992, 993, 994, 995, 996, 986/1, 987/1, 987/5, 987/9, 987/10 Wiener Neustädter Kanal                 |
| ja   | Datei hochladen | Teil der 1. Wiener Hochquellenleitung HERIS-ID: 111382 Objekt-ID: 129214                      | Standort KG: Vöslau                                   | Die I. Wiener Hochquellenwasserleitung ist ein Teil der Wiener Wasserversorgung und war die erste Versorgung von Wien mit einwandfreiem Trinkwasser. Nach vierjähriger Bauzeit wurde die 95 Kilometer lange Leitung am 24. Oktober 1873 eröffnet. Sichtbares Zeugnis der Wasserleitung ist Einstiegsturm 34. | BDA-Hist.: Q64765597 Status: Bescheid Stand der BDA-Liste: 2025-06-30 Name: Teil der 1. Wiener Hochquellenleitung GstNr.: 281/2 Hochquellenwasserleitung in Bad Vöslau                                                         |